# گلومرولونفریت
گلومرولونفریت (به انگلیسی: Glomerulonephritis) نوعی بیماری کلیوی (معمولاً هردو کلیه باهم) است که مشخصهٔ آن التهاب گلومرولها، یا رگ‌های خونی کوچک در کلیه‌ها می‌باشد. این حالت ممکن است همراه یا بدون هماچوری (وجود خون در ادرار) و پروتئینوری (وجود پروتئین در ادرار) باشد. بیماری به عنوان یک سندرم نفروتیک، سندرم نفریتیک، نارسایی حاد یا مزمن کلیوی عارض می‌گردد. تشخیص الگوی گلومرونفریت (GN) مهم است، زیرا نتایج و درمان در انواع مختلف دارای تفاوت خواهدبود. علل اولیه آنهایی هستند که به خود کلیه مربوط هستند، در حالی که علل ثانویه با برخی عفونت‌ها (باکتریایی، ویروسی یا انگلی پاتوژن)، مواد مخدر، اختلالات سیستمیک یا دیابت در ارتباط است. نشانه های اولیه گلومرولونفریت حاد شامل
خون ادراری،ادم، ازوتمی و پروتئینوری است.گلومرولونفریت شدیدا افزایشی غشایی و گلومرولونفریت غشایی هستند.

## بیماری
گلومرولونفریت می‌تواند در هر سنی رخ دهد، اما در کودکان (۱ تا ۱۱ سال) شایع‌تر است.
این بیماری گلومرول های کلیوی را تخریب می کنند، سومین علت شایع در مرحله ی 5 CDK است.در این اختلال ابتدا مویرگ های گلومرولی گرفتار می شوند.

## انواع
به‌طور کلی می‌توان گلومرولونفریت‌ها را به دو گونه تقسیم‌بندی کرد یا بر اساس زمان بروز بیماری به دو گروه حاد و مزمن تقسیم‌بندی نمود؛ یا براساس ماهیت بیماری به دو نوع نفروتیک و نفریتیک تقسیم‌بندی کرد.

## علل
علل اولیه آنهایی هستند که به خود کلیه مربوط هستند از جمله خودایمنی یا ایدیوپاتیک (منشا ناشناخته). علل ثانویه گلومرولونفریت با برخی عفونت‌ها (باکتریایی، ویروسی یا انگلی پاتوژن)، سموم، داروها و مواد مخدر، اختلالات سیستمیک مانند دیابت در ارتباط است.

## علائم
علائم بیماری بستگی به انواع بیماری متفاوت است. علائم(Sign) و نشانه‌ها(Symptom) در سندروم نفریتیک:
- هماچوری: گلبول‌های قرمز لیز در ادرار (وجود گلبول سالم نشانه خونریزی در مجاری پایین است)
- پروتئینوری: وجود پروتئین در ادرار (با مقدار بیش از یک گرم ولی کمتر از ۳٫۵ گرم در ۲۴ ساعت)
- هیپرتانسیون و فشار خون بالا
- اوره در خون یا اورِمی
- کم‌ادراری یا اولیگوری

علائم و نشانه‌ها در سندروم نفروتیک:
- خیز یا اِدِم در اطراف چشم و پاها (به‌ویژه صبح‌ها)
- پروتئینوری یا دفع پروتئین (بیش‌تر از ۳ گرم در شبانه‌روز) از طریق ادرار (به‌ویژه دفع آلبومین)
- هیپرلیپیدمی و افزایش کلسترول خون
- آمنوره در زنان